# Dipturus kwangtungensis
Dipturus kwangtungensis är en rockeart som först beskrevs av Chu 1960.  Dipturus kwangtungensis ingår i släktet Dipturus och familjen egentliga rockor. IUCN kategoriserar arten globalt som otillräckligt studerad. Inga underarter finns listade i Catalogue of Life.